# Aéroport international d'Hewanorra
L'aéroport international d'Hewanorra (code IATA : UVF • code OACI : TLPL), situé près de Vieux Fort, Sainte-Lucie, dans les Caraïbes, est le plus grand aéroport de Sainte-Lucie, pays disposant de deux aéroports. Il est géré par l'Air and Seaports Authority (SLASPA) de Sainte-Lucie. L'aéroport se situe sur le cap sud de l'île, à environ 53 km de la capitale, Castries.
L'aéroport possède une infrastructure pouvant gérer 500 000 passagers par an et peut accueillir des Boeing 747, Airbus A330, A340, Boeing 777, et d'autres aéronefs intercontinentaux.

## Histoire
Cet aéroport a été initialement nommé Beane Army Airfield et a été utilisé comme un aérodrome militaire par l'United States Army Air Forces pendant la Seconde Guerre mondiale. Beane Champ a été inauguré au début de 1941, avec pour mission de défendre Sainte Lucie contre une attaque ennemie.
L'ancienne base a ensuite été rénovée et convertie en un aéroport commercial.
Le nom de l'aéroport est un mot amérindien qui signifie "[terre de l'] iguane", en référence au nom qu'utilisaient les Caraïbes pour désigner Saint-Lucie.

## Situation
| Vigie Hewanorra Vieux Fort Castries |

## Expansion
Il a été proposé la construction d'une nouvelle aérogare à Hewanorra pour accompagner l'industrie du tourisme florissante sur l'île. Il est prévu que le nouveau terminal serait plus de deux fois aussi grand que l'établissement actuel, équipé de 6 à 8 jetées avec 13 postes de stationnement, dont un capable de gérer l'Airbus A380. Actuellement, l'aéroport a sept postes de stationnement: deux pour les gros-porteurs, deux derrière ceux-là, et trois pour les avions de moyenne taille comme l'Airbus A320 et le Boeing 757.
En vertu de ce plan, la piste sera également élargie à 2 745 mètres. La piste d'Hewanorra est déjà assez longue pour traiter la plupart des avions commerciaux. Cependant, sa largeur, 45,72 mètres, est insuffisante pour gérer l'Airbus A380, qui nécessite une largeur de 60,96 mètres et une longueur d'au moins 3 050 mètres.

## Galerie

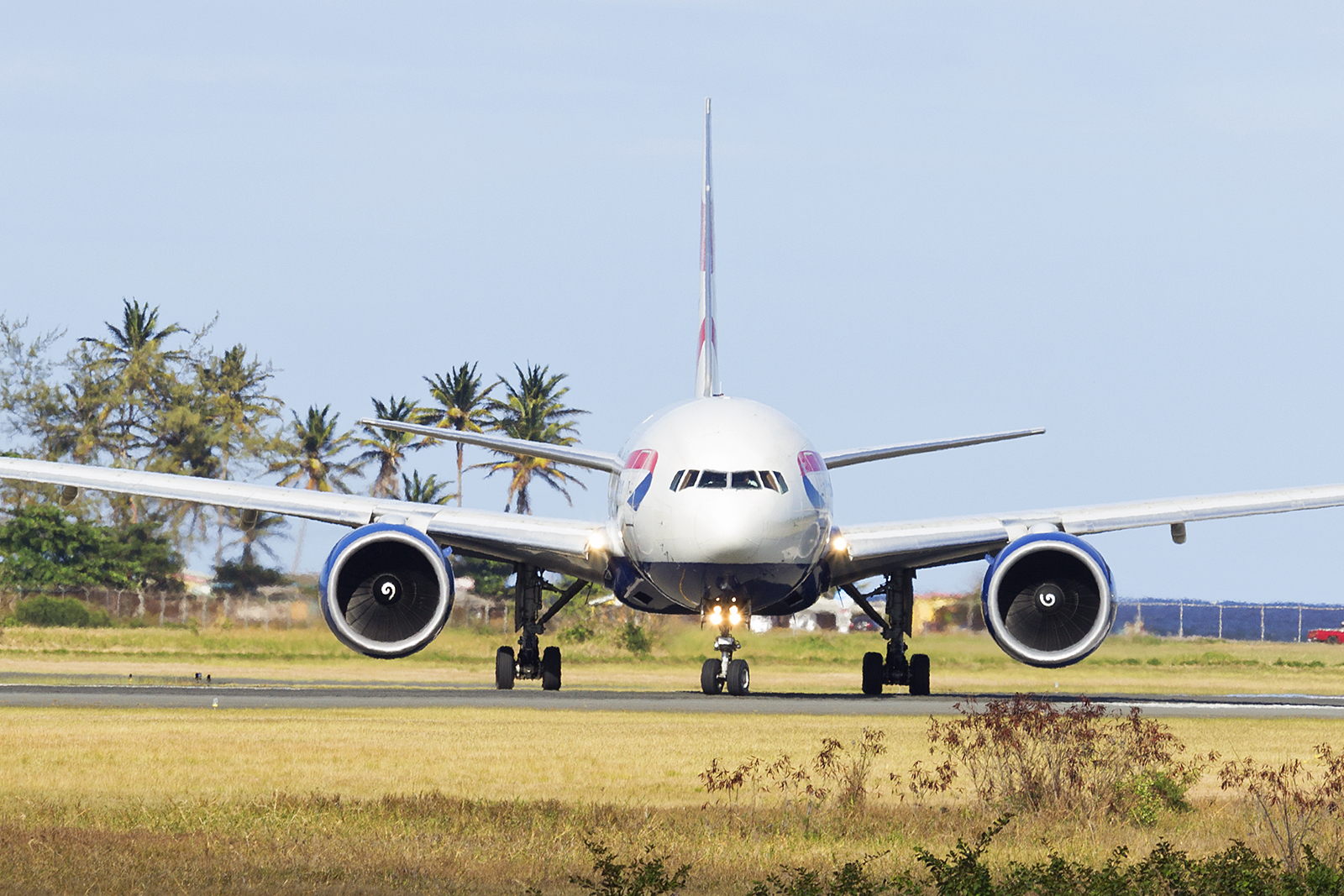
Un 777 de British Airways au départ
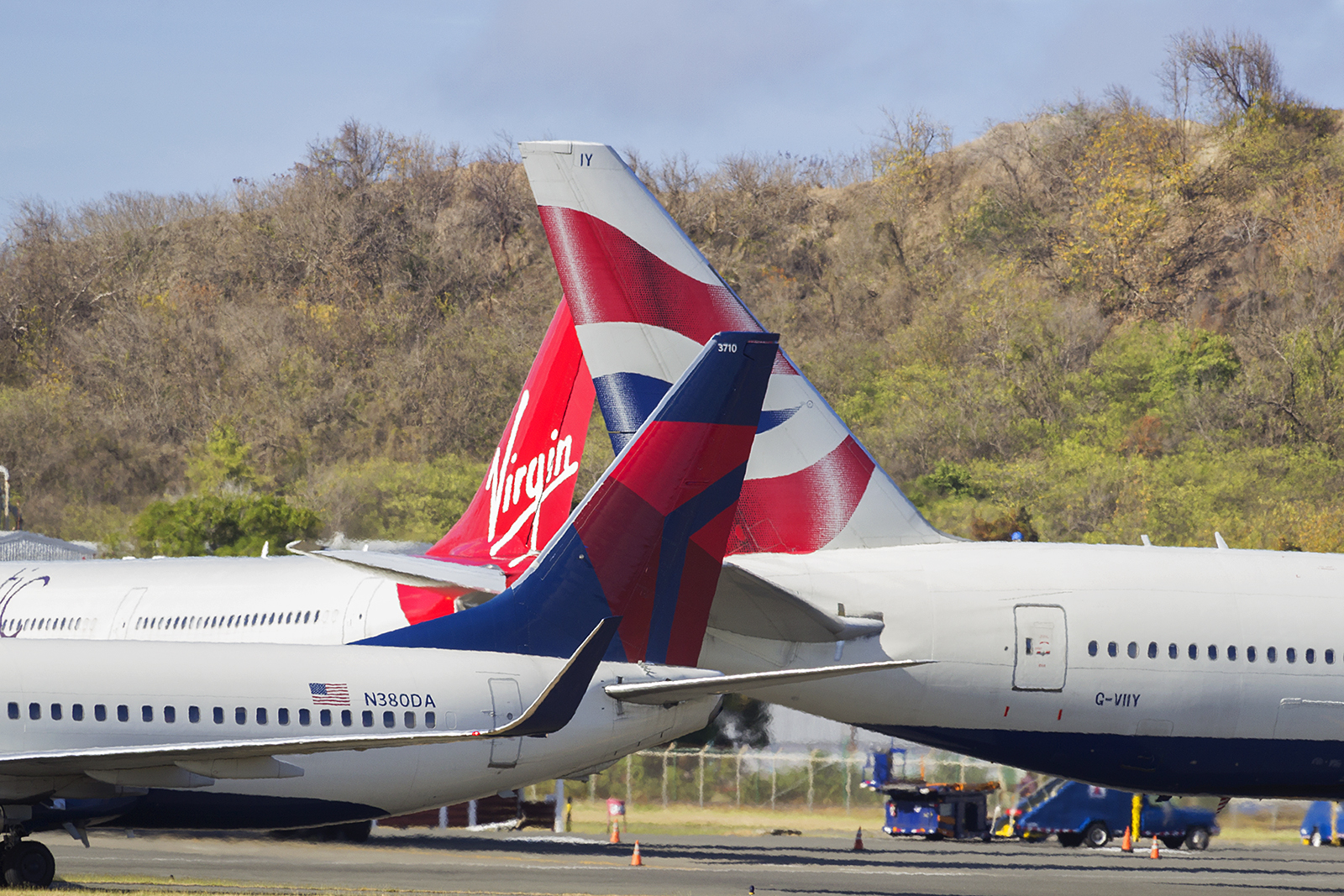
Des dérives se croisent à Hewanorra
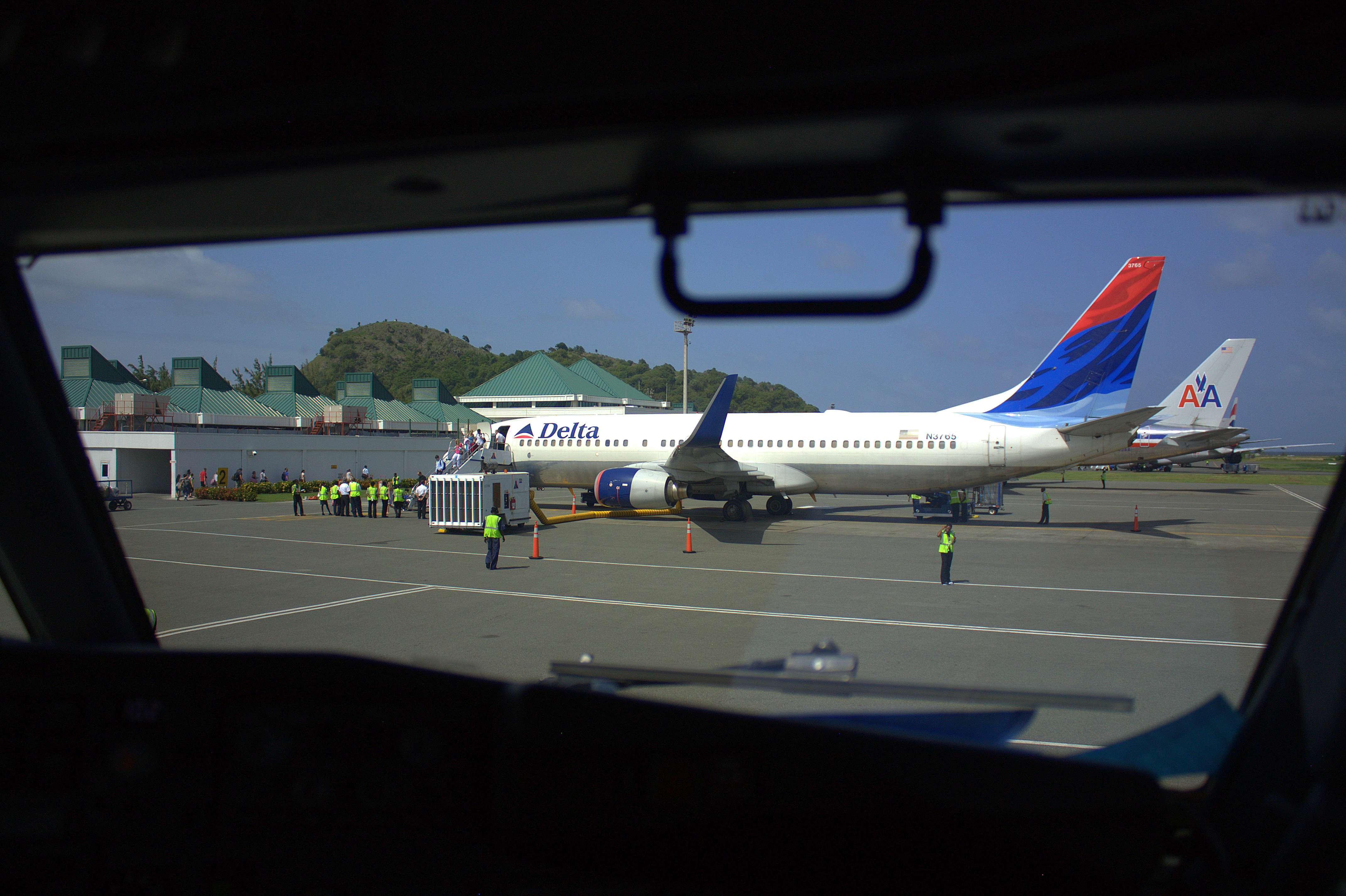
Pistes et stationnements
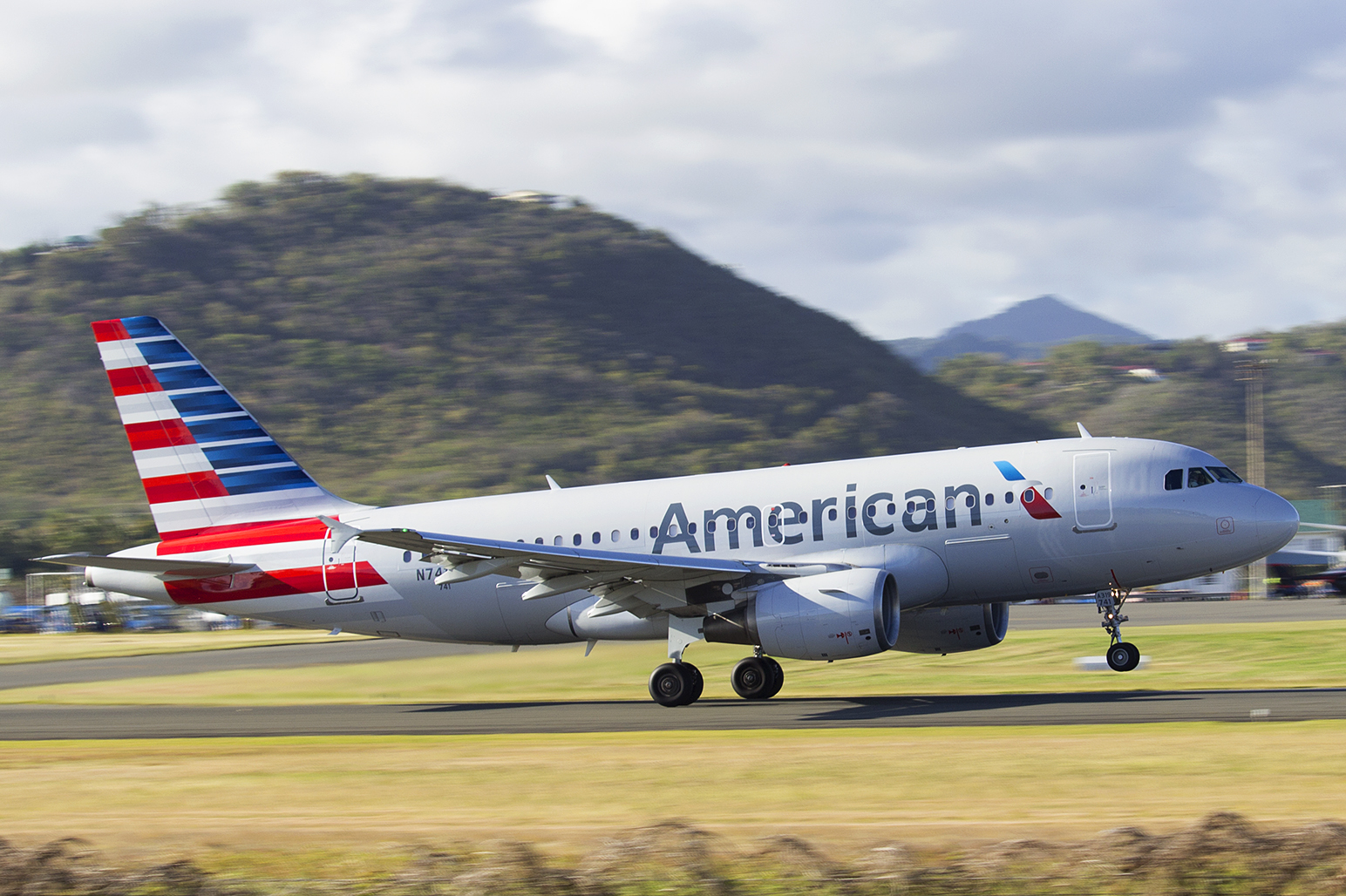
Un Airbus 319 d'American Airlines vient de décoller de l'Aéroport international d'Hewanorra

## Compagnies aériennes et destinations

### Passagers
| Compagnies           | Destinations                                            |
| -------------------- | ------------------------------------------------------- |
| Air Canada           | En saison : Montréal (P.-E.-Trudeau)                    |
| Air Canada Rouge     | Toronto (Pearson)                                       |
| American Airlines    | Charlotte-Douglas, Miami En saison : Philadelphie       |
| British Airways      | Londres-Gatwick                                         |
| Delta Air Lines      | Atlanta H.-Jackson                                      |
| JetBlue Airways      | New York-John F. Kennedy En saison : Boston Logan       |
| Sunwing Airlines     | En saison : Montréal (P.-E.-Trudeau), Toronto (Pearson) |
| Thomas Cook Airlines | En saison : Manchester                                  |
| TUI Airways          | Londres-Gatwick                                         |
| United Airlines      | Newark-Liberty En saison : Chicago-O'Hare               |
|                      |                                                         |
| WestJet              | Toronto (Pearson)                                       |

Édité le 09/08/2018

## Accidents et incidents
Le vol Quebecair 714, un vol charter de Toronto, s'est écrasé à son approche de l'Aéroport International de Hewanorra le 19 février 1979. Le cisaillement du vent a amené l'avion à stopper sa descente. Le copilote, qui se trouvait à l'époque, retarde la limite, mais l'avion venait tout juste de passer le vent de la zone de cisaillement, et le nez s'est abattu sur la piste et a rebondi deux fois, en détruisant le nez du train d'atterrissage. Il n'y a pas eu de morts et uniquement des blessures légères. L'avion a été endommagé au-delà de la réparation et a été radié.